# Брюс, Алистер, 5-й барон Абердэр
Алистер Джон Линдхерст Брюс, 5-й барон Абердэр  (англ. Alastair John Lyndhurst Bruce, 5th Baron Aberdare; родился 2 мая 1947 года) — британский дворянин, а с 2009 года — наследственный лорд Палаты лордов.

## Личная жизнь и образование
Родился 2 мая 1947 года. Старший сын Мориса Брюса, 4-го барона Абердэра (1919—2005), и Мод Хелен Сары Дэшвуд (1924—2007), единственной дочери сэра Джона Дэшвуда, 10-го баронета (1896—1966). 5-й лорд стал преемником своего отца после смерти последнего в 2005 году. Лорд Абердэр получил образование в Итоне и Крайст-Черче в Оксфорде.
Он женился на Элизабет Мэри Калберт Фоулкс в 1971 году, и у них двое детей:
- Достопочтенный Гектор Морис Нейпир Брюс (род. 25 июля 1974), наследник титула
- Достопочтенная Сара Кэтрин Мэри Брюс (род. 18 апреля 1976)

## Палата лордов
В июле 2009 года Аластер Брюс был избран в Палату лордов после смерти виконта Бледислоу в мае 2009 года. Довыборы состоялись в соответствии с Законом о Палате лордов 1999 года, который предусматривал, что 92 наследственных пэра сохранят свои места в реформированной палате, причем вакансии в их числе заполнялись из числа всех не сидящих наследственных пэров. Результат был объявлен в Палате лордов 15 июля 2009 года после голосования 27 из 29 пэров, имеющих право принять участие . Его первая речь, произнесенная 26 ноября 2009 года во время дебатов по речи королевы, была посвящена переходу от образования к занятости.

## Карьера
- IBM, 1969—1991
- Партнер, Bruce Naughton Wade, 1991—1999
- Режиссер, ProbusBNW, 1999 — ?
- Попечитель Национального ботанического сада Уэльса, 1994—2006
- Член Королевского общества поощрения искусств, мануфактур и торговли
- Почетный член Кардиффского университета с июля 2008 года
- Настоятель ордена Святого Иоанна Иерусалимского, приорат Уэльса.

## Офисы
- Лорд Абердэр — президент Общества истории долины Цинон.